# Spanga
Spanga (Stellingwerfs: Spange, Fries: Spangea) is een dorp in de gemeente Weststellingwerf, in de Nederlandse provincie Friesland. Het ligt ten zuidwesten van Wolvega, tussen Scherpenzeel en Ossenzijl.
Het dorp telde in 2023 240 inwoners. Het kent een kleine woonkern aan de Spangahoekweg en een groot buitengebied. Onder het dorp valt het zuidelijke deel van de buurtschap Gracht. In 1320 wordt de plaats vermeld als Spangghe, in 1542-1543 als De Spange en Spanghe en in 1579 als Spange. Bij de stormvloed van 1825 liep Spanga veel schade op. In 1840 had het 121 inwoners.

## Cultuur

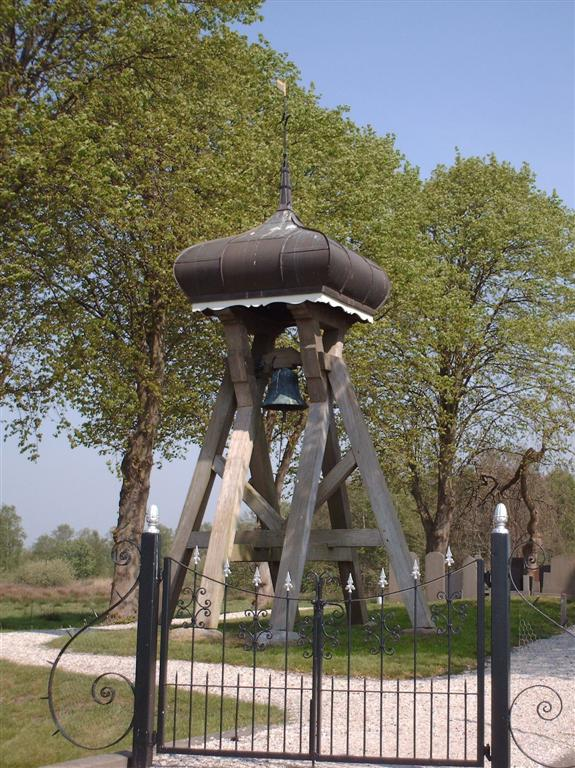
Klokkenstoel van Spanga

Sinds 1989 wordt er jaarlijks in een tent een operavoorstelling gegeven door Opera Spanga.
Op de begraafplaats staat ook een van de klokkenstoelen in Friesland.

## Natuur
Bij Spanga bevindt zich ook een ooievaarsdorp. Spanga ligt tussen de natuurgebieden De Weerribben en De Rottige Meenthe in. In dat laatste gebied staat nabij het dorp een Amerikaanse windmotor.

## Openbaar vervoer
Spanga is per openbaar vervoer bereikbaar met Opstapper 645 van Qbuzz. Deze lijn rijdt naar Wolvega.